# Fornace Curti
La fornace Curti è una storica fornace per il  cotto, attiva a Milano.

## Storia
Nel XV secolo, quando produsse i cotti per le opere del Filarete, la fornace era situata alle colonne di San Lorenzo. Risale a quel periodo l'esecuzione delle formelle e dei mattoni sagomati per il cantiere dell'ospedale Maggiore (Ca' Granda) voluto da Bianca Maria Visconti moglie del Duca di Milano Francesco Sforza.
Nello stesso periodo la Fornace di Giosuè Curti, nobile al servizio degli Sforza, eseguì anche le formelle e i fregi della Certosa di Pavia dell'architetto Fondulo.
Nel XVIII secolo, con Pietro Curti, la fornace si spostò a Ripa di Porta Ticinese, poi nel XIX secolo con Felice Curti alla Conchetta sul Naviglio Pavese. Nei primi del Novecento, con Attilio Curti, si trasferì nella sua sede attuale dove, prima con Francesco e poi con Alberto, la fornace ha continuato a produrre cotti artistici.

## Attività e lavori
La fornace ha prodotto e ristrutturato i cotti per l'abbazia di Morimondo, l'abbazia di Chiaravalle, Santa Maria delle Grazie, l'Arcivescovado, il teatro Fossati, il cimitero di Pavia, la cattedrale di Zeme Lomellina, San Marco e il Duomo di Monza.
Molti artisti sono passati dalla Fornace Curti per cuocere le loro opere ed alcuni hanno i loro studi all'interno della fabbrica.